# Corecom
Corecom, transliterado estrictamente como Korekom (en búlgaro: Кореком), sigloide de las palabras francesas Comptoir de représentation et de commerce, “Mostrador de representación y de comercio”), fue una cadena de negocios en la antigua República Popular de Bulgaria comunista, en la cual se podían adquirir diversos bienes a cambio de divisas fuertes.
Si bien los productos allí ofrecidos con frecuencia tenían precios inferiores a los de Europa Occidental, seguían siendo inaccesibles para la mayoría de los búlgaros porque su moneda nacional, el lev búlgaro, no era aceptada en los negocios.
Además de los diplomáticos occidentales y otros eventuales visitantes extranjeros, el acceso a divisas fuertes era un privilegio de la dirigencia o nomenklatura del Partido Comunista total (la cual, análogamente a lo que sucedía en la entonces Unión Soviética, tan sólo representaba a un bastante pequeño porcentaje de la población total del país), además de unas pocas otras personas que eran oficialmente autorizados para viajar al extranjero y realizar negocios con occidentales.
Cualquier persona que comprase bienes en un local de Korecom pero que no estuviese formalmente autorizado para poseer divisas fuertes extranjeras se encontraba en riesgo de ser investigado por las autoridades.
Los negocios operaban bajo el mismo principio que regía a los Intershops de la entonces Alemania Oriental, los Tuzex de Checoslovaquia, o los Pewex de la comunista República Popular de Polonia.
Además de las principales monedas occidentales, tales como el dólar estadounidense, las tiendas Corecom también aceptaban los denominados “certificados de cambio extranjeros” (foreign exchange certificate).
Los bienes de consumo occidentales que se vendían en estas tiendas no estaban disponibles en las tiendas minoristas comunes de Bulgaria.: bebidas alcohólicas o espirituosas importadas (como por ejemplo el whisky escocés), tabaco extranjero (como los cigarrillos de la mundialmente conocida marca Marlboro), electrónica de consumo (tales como videocaseteras y videocámaras), cosméticos, ropa en general, revistas extranjeras, juguetes e incluso algunos dulces como los huevos de chocolate de origen italiano Kinder Sorpresa, los cuales en su época eran conocidos como Корекомски яйца (transliterado como Korekomski yaitsa, “huevos Corecom”). También se ofrecían algunos productos búlgaros que estaban exclusivamente destinados a la exportación o que comúnmente requerían la firma de largas listas de espera.
Irónicamente, al haber hecho disponible -pero virtualmente inaccesible para la vasta mayoría de la población- la significativamente mayor diversidad y calidad de los bienes occidentales la entonces dirigencia del Partido Comunista Búlgaro involuntariamente contribuyó a demostrar no sólo las serias restricciones a las que se enfrentaban las economías de planificación centralizada, sino también la hipocresía de su entonces retórica antioccidental..